# 에이미 포사이스
에이미 포사이스(Amy Forsyth, 1995년 8월 6일 ~ )는 캐나다의 배우이다.
온타리오에서 태어났다.

## 방송
- 더 패스
- 디파이언스 시즌3
- 디파이언스 시즌2

## 영화
- 위 섬온 더 다크니스 (2019년)
- 헬 페스트 (2018년) - 나탈리 역
- 더 패스 (2016년)
- 킹메이커 (2015년)
- 어 크리스마스 호러 스토리 (2015년)